# Prîstailove, Lebedîn
Prîstailove (în ucraineană Пристайлове) este localitatea de reședință a comunei Prîstailove din raionul Lebedîn, regiunea Sumî, Ucraina.

## Demografie
Componența lingvistică a localității Prîstailove
     Ucraineană (96,38%)
     Rusă (3,17%)
     Alte limbi (0,45%)
Conform recensământului din 2001, majoritatea populației localității Prîstailove era vorbitoare de ucraineană (96,38%), existând în minoritate și vorbitori de rusă (3,17%).